# Cai Han
Cai Han, född 1647, död 1686, var en kinesisk konstnär. 
Hon var från 1665 konkubin till konstnären Mao Xiang. Tillsammans med sin medkonkubin Jin Yue blev hon känd som "Familjen Maos två målare": Mao Xiang gav dem i uppgift att framställa tavlor som han gav i gåva till sina gäster. Cai Han blv särskilt känd för sina landskapsmålningar, och fick av samtiden omdömet att hon frigjort sig från det sätt de flesta kvinnor målade. 